# エリザベート・ド・リュクサンブール (1901-1950)
エリザベート・ド・リュクサンブール（Élisabeth de Luxembourg, 1901年3月7日 - 1950年8月2日）は、ルクセンブルク大公家の一員。ルクセンブルク大公女（Princesse de Luxembourg）およびナッサウ公女（Princesse de Nassau）の称号を有した。

## 生涯
ルクセンブルク大公ギヨーム4世とその妻でポルトガルの廃王ミゲル1世の娘であるマリア・アンナの間に生まれた。全名はエリザベート・マリー・ヴィレルミーヌ（Élisabeth Marie Wilhelmine）。6人姉妹のうちの五女で、長姉マリー＝アデライードと次姉シャルロットは、ルクセンブルク大公位を継承した。

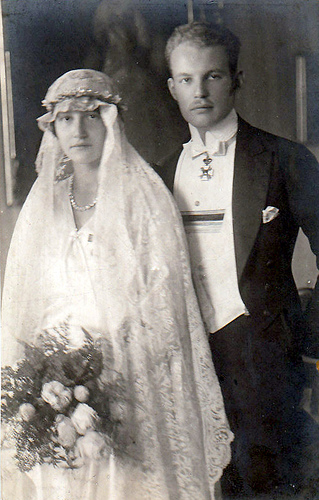
エリザベートとルートヴィヒ・フィリップ

1922年11月14日にホーエンブルク（ドイツ領バイエルン州オーバープファルツ行政管区アンベルク＝ズルツバッハ郡）において、トゥルン・ウント・タクシス侯アルベルトの四男ルートヴィヒ・フィリップと結婚し、間に1男1女の2人の子女をもうけた。
夫とは結婚後10年で死別し、第2次世界大戦中の1944年には東部戦線で従軍していた息子を亡くしている。1950年に死去し、遺骸はレーゲンスブルクのタクシス侯爵家の墓所がある聖エメラム修道院に葬られた。

## 子女
- アンゼルム・アルベルト・ルートヴィヒ・マリア・ラモラル（1924年 - 1944年）
- イニガ・アンナ・マルガレーテ・ヴィルヘルミーネ・ルイーザ（英語版）（1925年 - 2008年） - ウラッハ侯エーバーハルト[注釈 1]夫人